# Flaming Pie
Flaming Pie é um álbum de estúdio do cantor britânico Paul McCartney, lançado em 1997. As gravações começaram em 1995 e contaram com as participações de Jeff Lynne, Steve Miller, George Martin, Ringo Starr e James McCartney, que tocou guitarra na canção "Heaven on a Sunday". O álbum atingiu o segundo lugar nas paradas de sucesso dos Estados Unidos e Inglaterra entrando pela primeira vez no Top 10 americano desde o lançamento de Tug of War, de 1982. É um de seus discos mais elogiados pela mídia especializada.

## Faixas
Todas as músicas foram compostas por Paul McCartney, exceto onde anotadas.
1. "The Song We Were Singing" – 3:55
2. "The World Tonight" – 4:06
3. "If You Wanna" – 4:38
4. "Somedays" – 4:15
5. "Young Boy" – 3:54
6. "Calico Skies" – 2:32
7. "Flaming Pie" – 2:30
8. "Heaven on a Sunday" – 4:27
9. "Used to Be Bad" (Miller, McCartney) – 4:12
10. "Souvenir" – 3:41
11. "Little Willow" – 2:58 (canção em homenagem a ex-mulher de Ringo, Maureen Cox)
12. "Really Love You" (McCartney, Ringo Starr) – 5:18
13. "Beautiful Night" – 5:09
14. "Great Day" – 2:09